# ボエモン1世 (アンティオキア公)
ボエモン1世（イタリア語: Boemondo I d'Antiochia、1054年ごろ - 1111年3月5日又は7日）とは、11世紀から12世紀にかけて活躍したノルマン人貴族である。ターラント公(在位1089年ー1111年)、アンティオキア公(在位1098年ー1111年)を歴任した。ボエモンは第1回十字軍の指導者の一人として参加し、ノルマン人部隊を率いて遠征で活躍した。十字軍遠征が行われる以前に父ロベルト・イル・グイスカルドが起こした東ローマ帝国とのノルマン・東ローマ戦争に参加した経験があったことから東ローマに対する知見が深く、この十字軍遠征に参加した諸侯の中でも特に経験豊富な指揮官として貢献したという。

## 若年期

### 子供時代
ボエモンはアプリア伯兼カラブリア伯ロベルト・イル・グイスカルドとその第一夫人アルベラダ（en:Alberada of Buonalbergo）との間に生まれた。ボエモンは1050年から1058年の間に誕生したとされており、歴史家ジョン・ジュリウス・ノーウィッチは彼は1054年生まれだと主張している。ボエモンの洗礼名はマルコであった。おそらく彼の生地サン・マルコ・アルジェンターノ城の名がその由来であるとされる。
ロベルトとアルベラダは教会法に反する程度の近親関係にあったとされる。1058年、ローマ教皇ニコラス2世は血縁関係に対する既存の教会法を強化する政策を施行し、それによってロベルトはアルベラダと離婚し、ランゴバルド人サレルノ公ギスギフ2世の妹シセルガティア(en:Sikelgaita)と結婚した。シセルガティアとの婚姻によってランゴバルド人との関係構築が図れたためであるとされている。ロベルトとアルベラダとの婚姻関係の無効化が宣言されたことにより、ボエモンはロベルトの落とし子という立場に置かれるようになった。ロベルトとの離婚からそう時間が経たないうちに、アルベラダはロベルトの甥リッカルド・ディ・オートヴィルと結婚した。そして彼女はボエモンに対して騎士道教育を施した。良い教育環境に置かれたボエモンは、マルチリンガルとして育ち、母国語の古ノルマン語に加えてロンバルド語を読み書きできた可能性が強く示唆されており、また中世ギリシャ語は話すことができ、もしかすると読むこともできた可能性も考えられている。。
1073年初頭、ロベルトは重い病に臥せっていた。ロベルトの死を恐れた後妻シセルガティアはバーリに諸侯を集め 、そこでロベルトの家臣たちに対して彼女の13歳の息子ルッジェーロ・ボルサがノルマン人とランゴバルド人のハーフであることから、ロジャーは南イタリアのランゴバルド貴族に最も受け入れられやすい指導者になるだろうと主張し、彼がロベルトの後継者であると宣言するよう説得を試みた。ロベルトの甥アベラード (en:Abelard of Hauteville) は唯一、シセルガティアの主張に対して反発した貴族であった。彼は自身がロベルトの後継者であると自認していたためである。

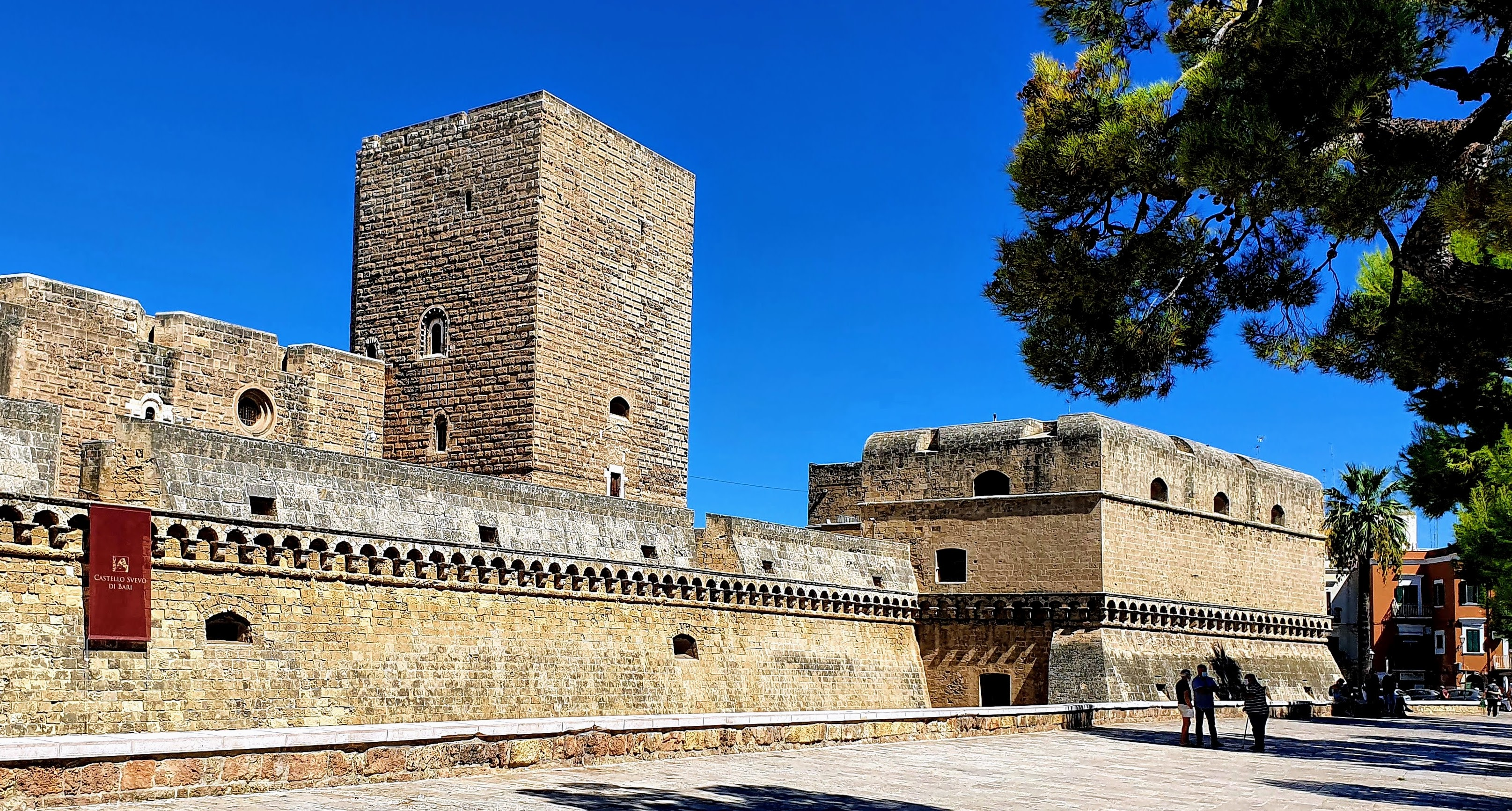
バーリのノルマン式城砦

### ビザンツ戦役
ボエモンは1079年に父の軍勢に従ってカプア伯ジョルダーノ1世、コンヴェルサーノ伯ゴドフレードやその他のノルマン諸侯の反乱鎮圧戦に参加した。そして1081年初期には父ルッジェーロの命で、ビザンツ帝国に対する遠征軍の前衛部隊の大将に任じられ、ヴローナを占領するという手柄を立てた。その後、ボエモンはケルキラ島に向けて進軍したものの、守備隊の規模が圧倒的であったため島への侵攻を取りやめ、ブトリントへ撤退して父率いる本隊の来着を待った。ロベルト軍が同年5月後半に到着したのち、ノルマン軍は当地域の主要都市ドゥッラキウムの包囲を開始した。ビザンツ皇帝アレクシオス1世コムネノスはドゥッラキウム救援を目指し帝国軍を率いてノルマン軍と対峙し、10月18日に両軍は決戦を敢行した。戦闘において、ボエモンはノルマン軍左翼を率いて戦い、ビザンツ軍の精鋭部隊であるヴァラング親衛隊を壊滅させるという活躍を遂げ、戦闘はノルマン軍の勝利で終わった。
1082年2月21日、ビザンツ軍を駆逐したノルマン軍はドゥッラキウムを占領した。ノルマン軍はその後、エグナティア街道に沿ってカストリアまで進軍したが、アレクシオス帝の策略により南イタリアでロベルトに対する反乱が勃発したことで、ロベルト・イル・グイスカルドは同年4月にギリシャを離れ、反乱鎮圧のためにイタリアに帰還した。ロベルトは自身の不在の際、息子ボエモンをバルカン半島のノルマン軍総指揮官に任じた。ボエモンはその後ヨアニア・アルタにてビザンツ軍を打ち破り、マケドニア・テッサリアの大半の地域を制圧した。しかしその後行われたラリサ包囲戦は6ヶ月続いた末に失敗した。この頃、ノルマン軍では物資供給や兵士への支払いが途絶えており、またビザンツ帝国が逃走ノルマン兵に対して褒賞を約束していたこともあり、士気が大いに下がっていた。それゆえ、ボエモンは経済支援を得るために一時的にイタリアに帰還した 。しかし、ボエモンが留守の間、多くのノルマン人指揮官はノルマン陣営から脱走し、ビザンツ側に寝返ったといい、ドゥッラキウムの街とケルキラ島もビザンツ帝国の同盟国ヴェネツィア共和国の艦隊によって奪い返されたという。
ボエモンは1084年にロベルトが行った2度目のビザンツ帝国遠征にも参加した 。この際、ノルマン軍はヴェネツィア艦隊を撃破しケルキラ島を再び征服した。しかし陣中で病が流行り、ボエモンも体調を崩してしまったことから、彼は 同年12月に帰還したという。

### 継承戦争
1085年7月17日、ロベルト・イル・グイスカルドがケファロニア島で亡くなった。オルデリック・ヴィターリス, マームズベリーのウィリアム やその他の当時の歴史家は、ロベルトは彼の妻シセルガティアによって毒殺されたと記している。シセルガティアはロベルトを暗殺し、自身の息子ルッジェーロ・ボルサをアプリア公に据え置こうと試みたとされるが、結局この試みは失敗に終わった。シセルガティアはノルマン軍団に対して、息子のルッジェーロをロベルトの後継者として認めるよう説得し、早急に南イタリアに帰還したという。2ヶ月後、ロベルトの後継者を決める会議が開催され、ノルマン貴族が集結したが、ボエモン自身は自分こそが父ロベルトの正当なる後継者であると自負していたという。ボエモンはジョルダーノと誼を通じ、 オーリア・オトラントを占領した。ボエモンとルッジェーロはヴェノーザにある父ロベルトの墓で会談を開き、両陣営は妥協し講和を取り決めた。この講和条約に基づき、ボエモンはオーリア・オトラント・ガッリーポリ・ブリンディジ(ゴドフレード伯がルッジェーロ・ボルサから離反しろボエモンの従属家臣となることによる)を獲得したが、ロベルトの後継者としてはルッジェーロが選出されることとなった。
1087年秋、ボエモンは再び兄弟のルッジェーロと戦争を再開した。ボエモン・ルッジェーロ兄弟による内戦により、ノルマン人はローマ教皇ウルバヌス2世を支援することができず、それゆえ教皇と対立していたボエモンの叔父ルッジェーロ1世が結果的に勢力を拡大させるきっかけとなった。1090年にはボエモンはバーリを征服し、やがてメルフィ地域を制圧した。

オートヴィル家の紋章

## 第1回十字軍
1097年、ボエモンと彼の叔父シチリア伯ルッジェーロ1世はともに、ルッジェーロ伯に対して反旗を翻したアマルフィを攻撃したが、ちょうどこの頃、イタリアを経由してコンスタンティノープルに向かう十字軍の軍団が現れ始めた。そしてその後、ボエモンも十字軍に参加したが、参加理由が宗教的な理由だったのか、はたまた中東における封土獲得を目論んだためだったのか、はっきりとはわかっていない。現代の歴史家リーリエによれば、父ロベルトの再婚によりボエモンはイタリアでの将来性を失う結果となった、と説明している。実際、彼はイタリアにおいて勇猛果敢な戦士として広く知られていた割には、父から与えられていたイタリア内の封土は小規模なものであったという。当時のノルマン人ベネディクト会修道僧ゴッフリード(en:Geoffrey Malaterra)は、ボエモンは東ローマの地を略奪し征服したいがために十字軍に参加したのである、とあけすけに言及している。ボエモンの十字軍に対する宗教的熱意が疑われる理由はほかにも存在する。それは、ボエモンが当時の十字軍遠征団の有力指導者の1人ゴドフロワ・ド・ブイヨンに対して派遣したとされる使者が、東ローマ帝国の首都コンスタンティノープルを荒らしまわりたいがために自身を十字軍に加えるよう要請する内容の言伝を伝えた、というものである。この要求をゴドフロワは断ったとされるが、ボエモンはこの願望を決して捨てることはなかった。そしてのちに彼は帝国征服を目論んだ新たな軍事遠征を試みることとなる。
ボエモンは十字軍に参加するべくノルマン軍団を招集した。この軍団の規模は騎士500騎・歩兵2500-3500人・甥 タンクレードの軍団約2000人という構成で成り立っており、遠征団の中では小規模な軍団の一つであった。彼らノルマン戦士は、かつての東方戦役で目覚しい活躍を見せたことから偉大な戦闘集団として広く知られていた。多くのノルマン兵士は東ローマ帝国に傭兵として雇われていた経歴を持ち、ボエモンのように帝国側で戦っていなかった者は、ロベルトの下で帝国軍やムスリム軍との戦役に過去15年にわたり従事し続けるという軍歴を有していた。ボエモンは終結したノルマン軍団を率いてアドリア海を渡海し、1082年-1084年の対東ローマ遠征の際に通った経路と同じ経路を辿って、コンスタンティノープルに向けて進軍した。帝国領内を進軍中、ボエモンは東ローマ皇帝アレクシオス1世コムネノスとの関係悪化を避けるために慎重に行動し、配下の軍団に対して東ローマ側の村落に対する襲撃略奪を禁止するなどしたと伝わる。

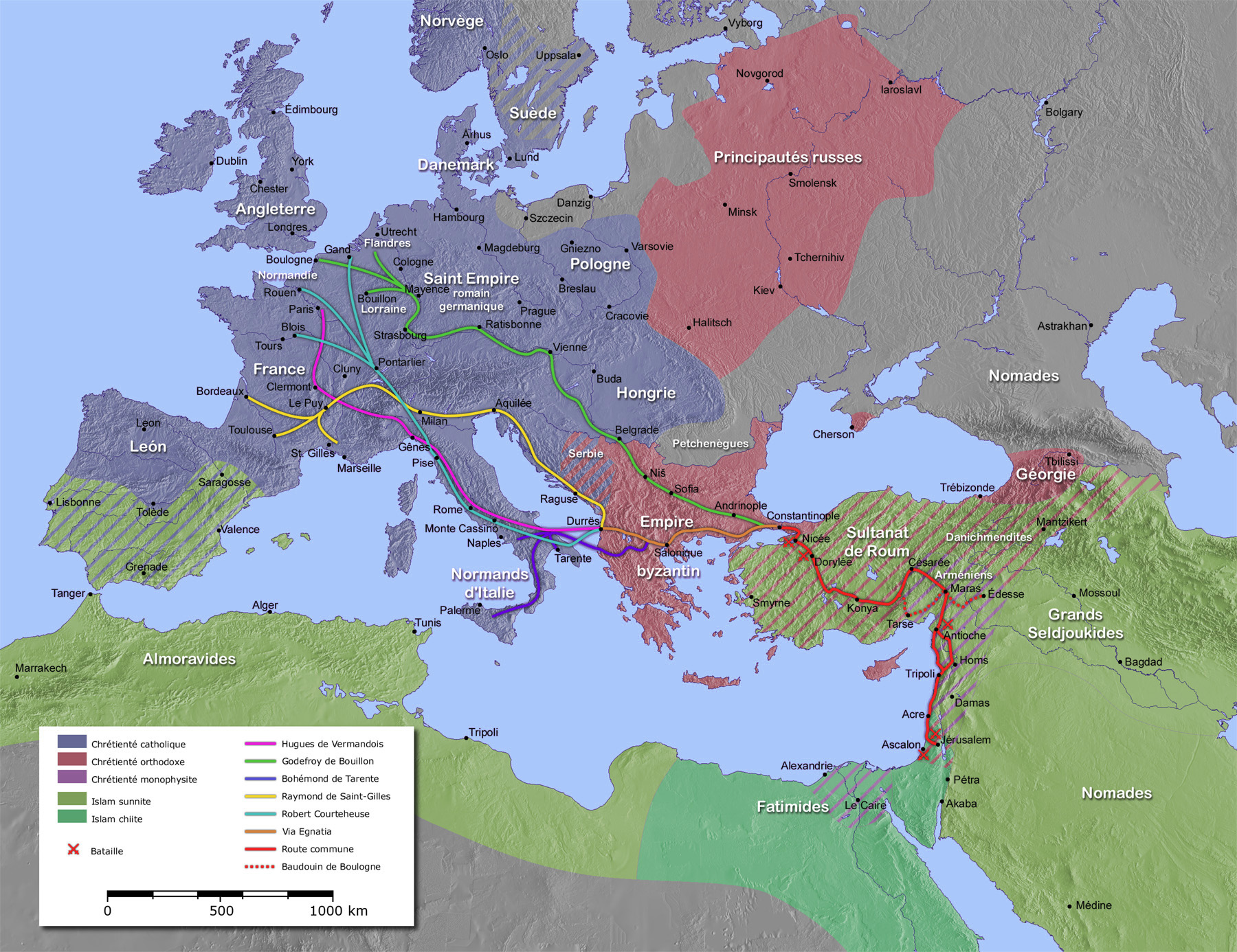
第1回十字軍の主要指揮官がたどった進軍経路
・桃：ヴェルマンドワ伯ユーグ1世
・黄：トゥールーズ伯レーモン4世
・青：ノルマンディー公ロベール2世
・緑：ゴドフロワ・ド・ブイヨン
・紫：ターラント公ボエモン
・橙：エグナティア街道
・赤：十字軍全軍
・赤点線：ボードゥアン

1097年4月、ボエモン軍は帝都コンスタンティノープルに到着した。彼はここでアレクシオス帝に対し忠誠を誓い、その他の全ての十字軍諸侯からも帝国に対し忠誠を誓うよう要求したと伝わる。この時、ボエモンとアレクシオスが繰り広げた交渉内容についてははっきりとは解明されていないが、皇帝が、十字軍が奪還することを期待していたかつての帝国東方領の、奪還後の領有権について話し合ったのであろう。アレクシオス帝には、ボエモンを信用し十字軍との仲介役としての立場に置かせる理由は全くなかったが、アレクシオス帝がボエモンに対して彼の異母兄弟グイード・ディ・オートヴィルと同様に、皇帝に対して忠誠を誓うことでこのような立場に立つことができることを暗に唆したのであろう。ボエモンは十字軍がコンスタンティノープル周辺に野営している間にアレクシオス帝に対する忠誠を証明しようと試み、ギリシャ語が堪能であった彼は十字軍諸侯とアレクシオス帝との間を取り持った。またボエモンは他の十字軍指揮官に対して皇帝に忠誠を誓うよう説得することでも皇帝への忠誠を示そうとしたという。
コンスタンティノープルを出立しアンティオキアへ進軍する間、ボエモンは他の指揮官の中でも際立った存在であったとされる。ボエモンはかつて父ロベルト・イル・グイスカルド配下のノルマン軍をバルカン遠征の際に率いていたという従軍経歴があったことから、戦略家としても軍事指導者としても名をはせていた。進軍中、ボエモンは東ローマ戦術やテュルク人戦術によくなじみ、ニケーア包囲戦の際にはテュルク系民族が頻用したとされる周回戦術（敵軍の周りを円を描くように騎馬隊を周回させ、矢の雨を降らせる戦術）に対して精通したと伝わる。敵軍は十字軍に接近戦で対抗することができなかったため、しばしば十字軍の周囲を周回し弓攻撃を仕掛けたとされるが、ボエモンがこれらの東方戦術に精通していたがためにそういった対応の攻撃にすぐに対応することができ、十字軍はアンティオキアまで難なく進軍できたとされる。
アレクシオス帝の娘アンナ・コムネナは自身の著作アレクシアスにおいてボエモンの風貌や様子などを記し残している。彼女は14歳の頃にボエモンと会ったとされるが、彼に魅了されていたようで他の十字軍指揮官とは異なる叙述を残している。
Now the man was such as, to put it briefly, had never before been seen in the land of the Romans, be he either of the barbarians or of the Greeks (for he was a marvel for the eyes to behold, and his reputation was terrifying). Let me describe the barbarian's appearance more particularly – he was so tall in stature that he overtopped the tallest by nearly one cubit, narrow in the waist and loins, with broad shoulders and a deep chest and powerful arms. And in the whole build of the body he was neither too slender nor overweighted with flesh, but perfectly proportioned and, one might say, built in conformity with the canon of Polycleitus... His skin all over his body was very white, and in his face the white was tempered with red. His hair was yellowish, but did not hang down to his waist like that of the other barbarians; for the man was not inordinately vain of his hair, but had it cut short to the ears. Whether his beard was reddish, or any other colour I cannot say, for the razor had passed over it very closely and left a surface smoother than chalk... His blue eyes indicated both a high spirit and dignity; and his nose and nostrils breathed in the air freely; his chest corresponded to his nostrils and by his nostrils...the breadth of his chest. For by his nostrils nature had given free passage for the high spirit which bubbled up from his heart. A certain charm hung about this man but was partly marred by a general air of the horrible... He was so made in mind and body that both courage and passion reared their crests within him and both inclined to war. His wit was manifold and crafty and able to find a way of escape in every emergency. In conversation he was well informed, and the answers he gave were quite irrefutable. This man who was of such a size and such a character was inferior to the Emperor alone in fortune and eloquence and in other gifts of nature.
（以下、日本語訳）
さて、この男は、簡単に言えば、ローマの地においてこれまで見られたことのないような人物であった。それが蛮族であれギリシャ人であれ、このような者は存在しなかった。というのも、彼は目にする者にとって驚異的な存在であり、その評判は恐ろしいほどだったからである。
では、この蛮族の外見について詳しく述べよう。彼は非常に高身長であり、最も背の高い者をも一キュビト（約45cm）ほど上回るほどであった。腰と腰回りは引き締まり、肩幅は広く、胸は厚く、腕は力強い。そして、全身の体つきは細すぎることもなく、肉付きが過剰なわけでもなく、まさにポリュクレイトスのカノン（古代ギリシャの理想的な人体比率）に則った完璧な均整を備えていたと言えよう。
彼の肌は全身にわたって非常に白く、その顔には白さに赤みが差していた。髪は金色がかった色であったが、他の蛮族のように腰まで垂れ下がることはなかった。というのも、彼は自分の髪に過度な誇りを持つことなく、耳のあたりで短く切り揃えていたからである。彼の髭の色が赤みがかっていたのか、それとも別の色だったのかは分からない。なぜなら、剃刀で非常に短く剃り込まれており、表面は白亜のようになめらかであったからである。
彼の青い瞳は、高潔さと威厳を備えていた。鼻と鼻孔は大きく開かれ、悠然と空気を吸い込んでいた。彼の胸板はその鼻孔にふさわしく、鼻孔を通して溢れ出る強靭な気概を象徴していた。まるで彼の心の奥底から、激しい気迫が湧き上がってくるかのようであった。
この男には、どこか人を惹きつける魅力が漂っていたが、それは同時に、全体的に恐ろしい雰囲気によって損なわれてもいた。彼は心身ともに、その構造において勇猛さと激情を備え、それらはともに戦争へと向かう性質を持っていた。彼の知略は多彩かつ狡猾であり、あらゆる危機的状況から抜け出す手段を見出す能力を持っていた。会話においても博識であり、その応答は常に反論の余地がないほど論理的であった。

かくして、かの男はこのような体格と資質を持ち、運命と雄弁、そして天性の才能において唯一皇帝のみに劣る存在であった。
聖地奪還を目指して行われた十字軍遠征であったが、ボエモンはアンティオキア包囲戦のさなかに十字軍を自身の利益のために最大限活用する機会を見出いたしたとされる。甥タンクレードヘラクレイア・キュビストラで本隊から離脱し、キリキアで足がかりを構築しようと試みたころから、ボエモンは東方に公国を建国するという野望を燃やし始めた。ボエモンは1097年10月、一番乗りでアンティオキア近辺に陣を敷いた。その後十字軍はアンティオキアを包囲したが、この際ボエモンは物資の補給を担当し、セルジュークの指揮官リドワーン率いるアンティオキア救援軍をアンティオキア湖での戦闘で迎撃し、また都市西部に陣取っていた十字軍を近辺の聖シメオン港に停泊していたジェノヴァ共和国海軍と連携させるなど、大いに活躍した。包囲戦中に大いに貢献したボエモンは、包囲戦の最中に病と称して陣を離れたブロワ伯エティエンヌ2世が実際は包囲戦の総指揮官に選出されてはいたものの、アンティオキア包囲戦における実質的な総指揮官として見なされている。

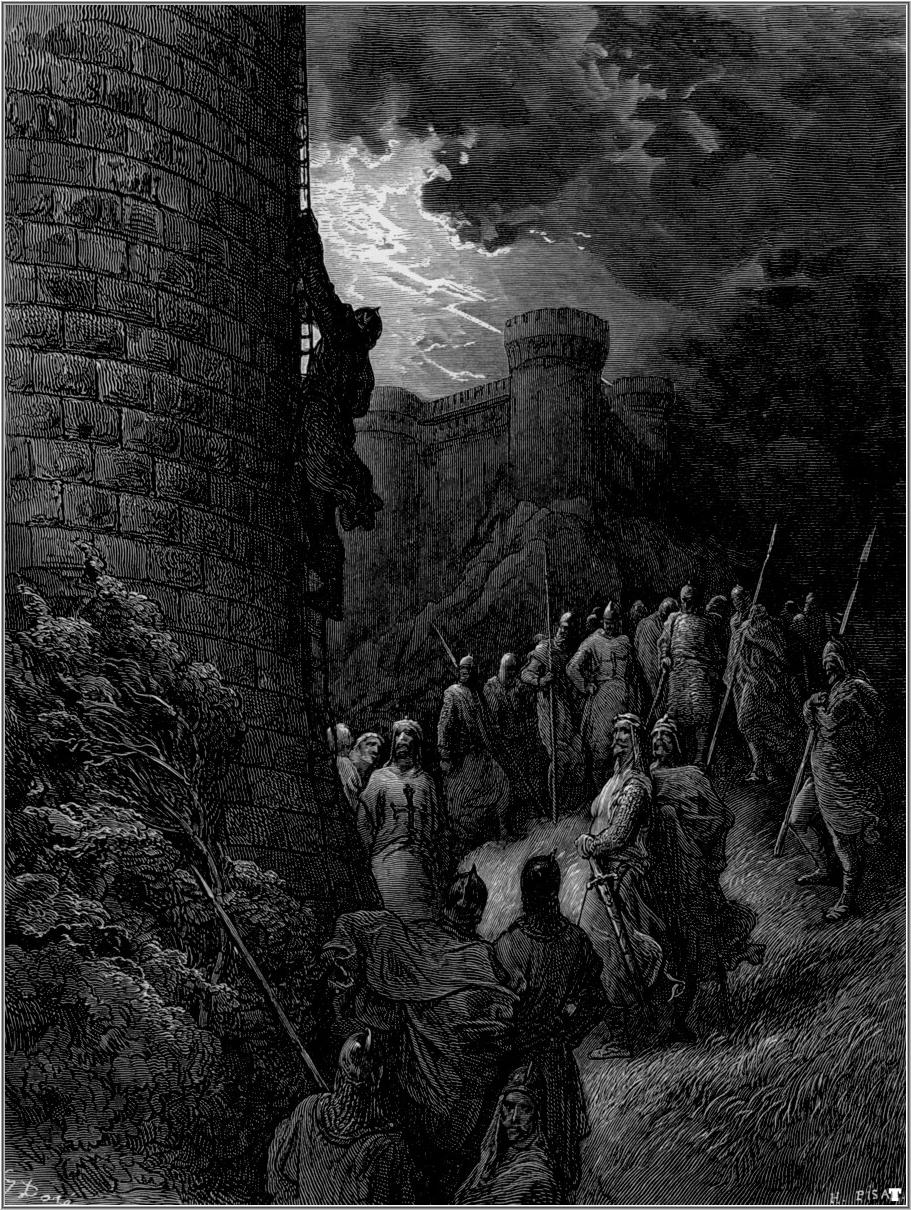
ボエモンとこれの軍勢が城壁をよじ登っている様子を描いた版画

包囲戦の最中、ボエモンはアンティオキア城壁守備隊の指揮官の1人en:Firouzとの交渉にまで至っていたが、1098年5月まで十字軍はアンティオキアに攻め入れず包囲戦は続いた。しかしちょうどこの頃、セルジューク朝のアタベクであるケルボガが大軍を率いてアンティオキアに進軍しているという知らせが十字軍陣営に入った。ボエモンはこの時、十字軍指揮官たちに対して、指揮官のうちだれかがアンティオキアの守備を担うべきであると提案した。それまでアンティオキアを任されていた東ローマ帝国のタティキオス将軍（en:Tatikios）が1098年2月にアンティオキアを離れ本国へ帰還していたためである。Firouz指揮官はその後、ボエモン配下のノルマン兵をアンティオキア城壁に上らせ、城内に忍び込ませた。Firouz指揮官の裏切りのおかげで、ノルマン軍はアンティオキア市街を最終的に制圧することができた。
アンティオキアを制圧した十字軍だったが、苦境は更に続いた。ケルボガ率いるセルジューク軍がアンティオキアを包囲し始めたのである。第1回十字軍に従軍した年代記編者レーモン・ダギレール（en:Raymond of Aguilers）は自身の著作で、ボエモンは十字軍の指揮官の1人であり、ケルボガ軍を迎え撃つための軍事作戦の立案者でもあると記している。残された兵糧や軍事物資が極めて少なかったことから、ボエモンは主導的に城外に打って出てセルジューク軍を迎え撃ち、結果十字軍に勝利をもたらした。
ムスリム軍を迎撃したボエモンはアンティオキアの支配権を渇望していたものの、それにはいくらかの問題が残されていた。同じく十字軍を率いていた筆頭指揮官トゥールーズ伯レーモンがアンティオキア統治権の放棄を拒否したのである。レーモンは、ボエモンやその他の指揮官が「東方で占領した領土は東ローマ帝国に引き渡す」という帝国との約定を破っていると主張したのに対し、ボエモンは「アレクシオス帝はボエモンらと約束したアンティオキアに対する救援を行わなかったため、もはやその約定は意味をなさない」と反発した。ボエモンは自身がアンティオキア公であると主張し、結局どの十字軍諸侯も、どの東ローマ部隊も、彼からアンティオキアを取り返そうとはしなかった。1099年1月、他の十字軍諸侯がエルサレムを目指して南進を再開したため、レーモン伯はアンティオキア領有をあきらめた。

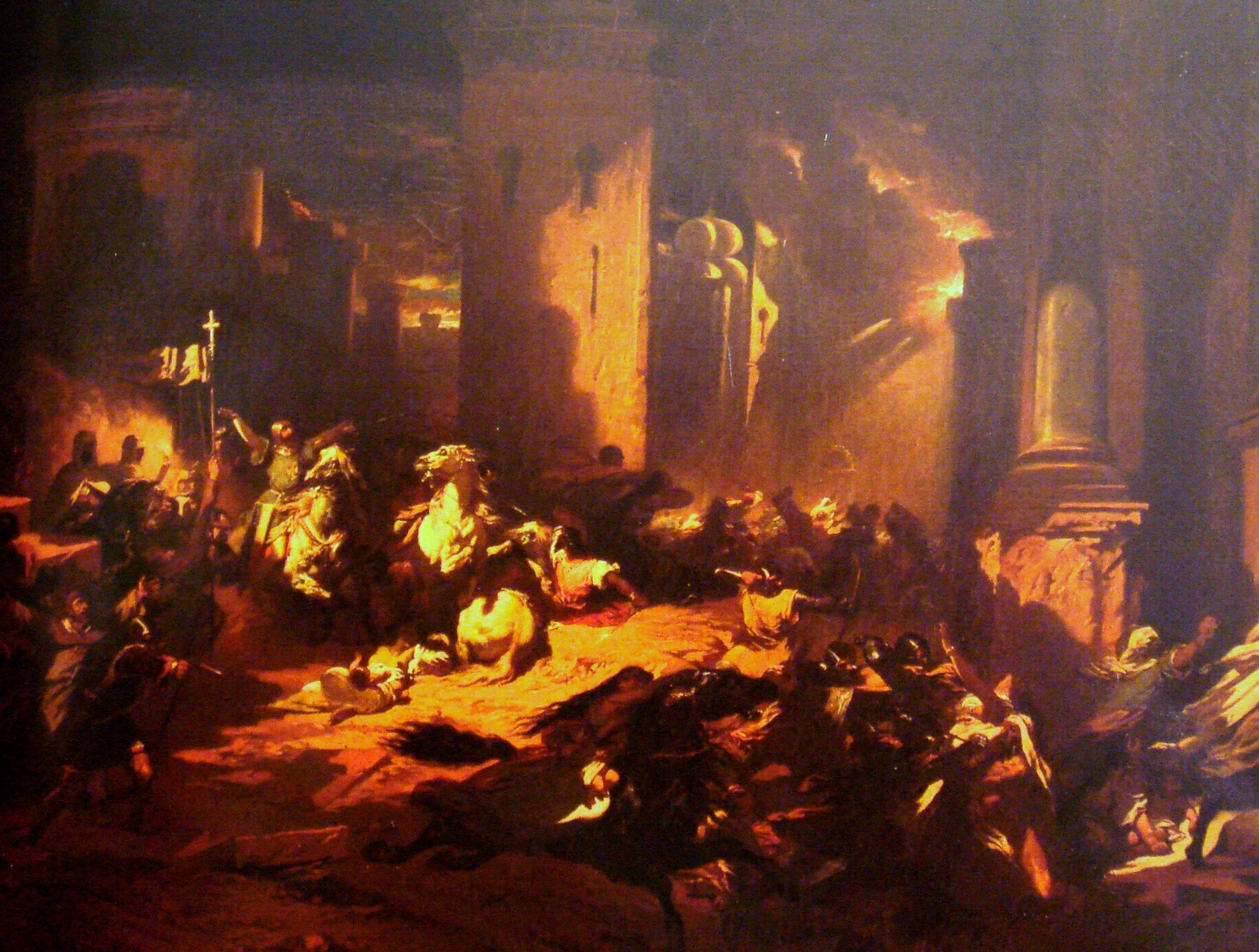
ボエモンによって征服されたアンティオキアを描いた絵画（1840年）

十字軍本隊がエルサレムを制圧したのち、ボエモンは東ローマ支配下のラタキアを包囲したが、レーモン伯を含む十字軍諸侯によってラタキア包囲を取りやめさせるためにエルサレムから北上し始めたことを受けて、包囲を解いた。1099年クリスマス、ボエモンは十字軍の誓いを果たすために、エデッサ伯国ボードゥアンと共にエルサレムに向かった。彼はその際、ダゴベルト・ディ・ピサのエルサレム総大司教就任式に出席した。ゴドフロワ・ド・ブイヨンと彼の家臣のロレーヌ騎士たちのエルサレムにおける権力掌握状況を確認するためだったのかもしれない。総大司教に従属したボエモンは、将来的に予想されるアンティオキアに対する攻撃に対抗するための潜在的な同盟者であるエルサレムと関係を持ち、ローマ教皇の良い贔屓を保つための工作を行なった。ボエモンは戦術的に好都合な地域に広大な領土を有し、自ら公国を建国できるほどの軍勢をも有していたものの、２つの敵対勢力に囲まれていた。アンティオキア全域の領有権を主張する東ローマ帝国と、強大なムスリム王朝である。これらの強力な敵対勢力に対して、ボエモンは最終的に敗れてしまうこととなる。

## 東ローマとの戦争
1100年、ボエモンはアルメニア人領主ガブリエルから救援要請を受けた。ガブリエルは東ローマ将軍フィラカミオス・ブラカミアス (en:Gabriel of Melitene) に仕える軍事指揮官の1人で、東アナトリア地域のメリテネを領有していた。そんなガブリエルはこの頃フィラカミオス将軍のもとを離れ半独立状態であったが、彼の拠点メリテネを征服すべく近隣のムスリム王朝であるダニシュメンド朝が侵略準備を整えているという報告を受けたのである。ガブリエルはボエモン公の支援を求め、返礼として自身の娘をボエモンのもとに嫁がせた。
アンティオキアを留守にすることに対して不安を抱いていたボエモンではあったが、彼は自身の公国を北方方面に拡大する好機を逃すわけにはいかないと考え、同年中に騎士300と少数の歩兵からなる小規模な部隊を率いて援軍に向かった。彼は斥候部隊の派遣に失敗し、結局メリテネの戦いでテュルク軍の奇襲を受け、惨敗を喫した。ボエモンはなんとか1人の兵士をエデッサ伯ボードゥアンのもとに向かわせ救援要請を伝えることに成功したものの、自身は囚われムスリムの捕虜となった。ボエモンはその後鎖に繋がれ、1103年までネオカエサリア (現在のen:Neksar) で囚われ続けた。
アレクシオス帝はボエモンがコンスタンティノープルで締結した約定を破り、アンティオキアを保持し続けたことに関して激怒した。ボエモンが捕虜となったという知らせを聞いたアレクシオス帝はダニシュメンド朝に対して、捕虜を東ローマ側に引き渡すことを条件に260,000デナーリを支払うという交換条件を提示した。ダニシュメンド朝の宗主国セルジューク朝の領主クルチ・アルスラーン1世は東ローマがダニシュメンド朝に対して提示したこの条件を耳にした際、提示額の半分の金額の支払いが為されない限り軍事的攻撃を辞さないとする脅しをかました。結局、ボエモンは130,000デナーリの支払いをダニシュメンド朝に対してのみ提示した。この提示は結局成立し、身代金の支払いと引き換えにボエモンは解放された。1103年8月、エデッサ伯ボードゥアンによる身代金の支払いの下で、ボエモンは3年ぶりにアンティオキアに帰還した。当時の年代記編者エデッサのマチュー（en:Matthew of Edessa）によれば、ボエモンの解放に一役買ったのはアルメニア人領主en:Kogh Vasilであったという。彼は身代金の回収に奔走することで相当貢献し、どうやらボエモンを自身の息子として迎え入れたと伝わる。
ボエモンの甥タンクレードは、ボエモンが収監されていた3年間にわたって摂政として公国を統治した。この時、タンクレードは東ローマ帝国領への攻撃を行い、キリキア地方の諸都市（タルスス・アダナ・モプスエスティア）を公国領に加えた。その後、ボエモンの帰還後にタンクレードは摂政の任から解任された。1103年夏には、アレッポ領主リドワーンに対して攻撃し、物資の供給ルートを確保するとともに公国に対する貢納金の支払いを強制した。一方そのころ、南部ではトリポリ伯レーモンがアレクシオス帝の助力を得てトリポリ伯国を建国し勢力を蓄えており、結果公国の南方への勢力の拡大の阻止につながった。1104年初頭には、ボードゥアン伯とボエモンはアレッポを経由して東方へ進軍し、ハッラーンを攻撃した。
ハッラーンへの軍事侵略の最中、ボエモンはユーフラテス川付近の都市ラッカ近郊のバラク(Balak)で大セルジューク朝の軍勢に大敗を喫した。この敗戦により、ボエモンが目論んでいた公国の東方拡大政策はとん挫した。ハッラーンでの大敗に続き、東ローマ軍もキリキア地方への攻勢を開始したことで、ボエモンの下には十分な兵力が残されていなかった。それ故に、ボエモンは同年後半、さらなる兵力をかき集めるべく、ヨーロッパに舞い戻った。彼がそれまで敢行し続けていた東ローマ帝国に対する軍事作戦は、果たしてローマ教皇パスカリス2世の後援の下で行われていたのかどうかについて、歴史家たちの間では今も議論が続いている。どちらにせよ、ボエモンは聖地から持ち寄った聖遺物や彼自身の十字軍における武勇伝をもって、フランスで多くの者を魅了して多くの軍勢を集めた。イングランド王ヘンリー1世はボエモンがイングランドの貴族の関心を大いに呼び寄せてしまうであろうことを危惧し、イングランドに彼を上陸させなかったという伝承が広く知られている。彼はヨーロッパで新たな立ち位置を手にし、結果的にフランス王フィリップ1世の姉コンスタンスとの結婚が成立した。ボエモンとコンスタンスとの結婚について当時の修道院長シュジェールは以下のように記している
Bohemond came to France to seek by any means he could gain the hand of the Lord Louis' sister Constance, a young lady of excellent breeding, elegant appearance and beautiful face. So great was the reputation for valour of the French kingdom and of the Lord Louis that even the Saracens were terrified by the prospect of that marriage. She was not engaged since she had broken off her agreement to wed Hugh, count of Troyes, and wished to avoid another unsuitable match. The prince of Antioch was experienced and rich both in gifts and promises; he fully deserved the marriage, which was celebrated with great pomp by the bishop of Chartres in the presence of the king, the Lord Louis, and many archbishops, bishops and noblemen of the realm.
ボエモンはコンスタンスとの間に一人の子供を儲けた。子はボエモン2世としてアンティオキア公・ターラント公を継承した。

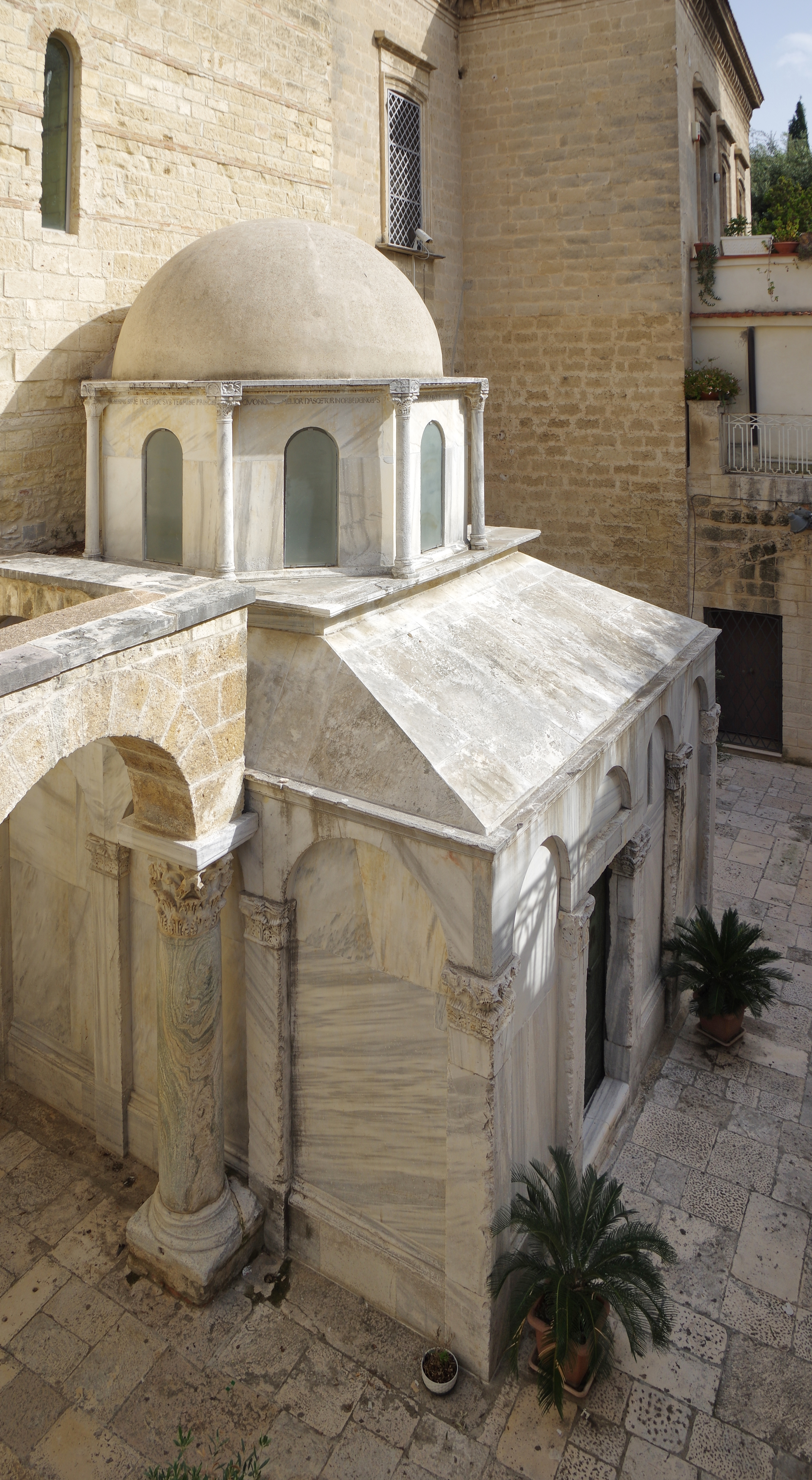
カノーザ・ディ・プーリャに安置されているボエモンの霊廟

ボエモンはアンティオキア公国を維持する上での問題の根源がアレクシオス帝と帝都コンスタンティノープルであるとみていた。1106年初頭、ボエモンはサン＝レオナール＝ド＝ノブラの聖堂で行った演説において皇帝について以下のように言及したとヴァルラム司教は伝えている。
皇帝は数千人ものキリスト教徒を邪悪な裏切りで抑圧している。中には沈没船に投げ込まれた者もおり、多くは毒殺され、より多くの者は亡命を強いられ、異教徒に売りはたかれた者は数えきれない。この皇帝はもはやキリスト教徒ではない。
気の狂った異端者、背教者ユリアヌス、もう一人のユダ、ユダヤ人の友である！平和を装い戦を駆り立てる人殺しである！キリストに反旗を翻す残忍なヘロデ王そのものである！
ボエモンはその後、新たに招集した34,000人の大軍を公国防衛のために用いるのではなく、アレクシオス帝に対する攻勢を強めるために用いるよう決心した.。そして彼はかつて父ロベルトと共に進軍した際に経由したルートを踏襲してイリュリア・ギリシャを進軍した。しかし東ローマ帝国もヴェネツィア共和国の支援を受けながらボエモンの侵攻に対して果敢に反撃し、1082-1084年のノルマン軍侵攻の折と比較してより強力な敵としてボエモンの前に立ちはだかった。アレクシオス帝はノルマン軍の戦術や戦力について慣れており、彼は正面衝突を避けて消耗戦に持ち込んだ。1107-1108年にかけて、ボエモン軍はデュッラキウムを包囲したが、対するアレクシオス軍はボエモン軍の陣地を包囲し物資の供給網などを封鎖するという戦術をとった。結果、ボエモンはアレクシオス軍に対して講和交渉をせざるを得ない状況に追い込まれた。
交渉の結果、ボエモンは東ローマ帝国に対して屈辱的な講和条件をのまされ、彼の野望は打ち砕かれた。1108年に両者の間で締結されたデヴォイルス条約のもとで、ボエモンはセバストスという称号を与えられ皇帝の家臣となるよう強制された。またアレクシオス帝からの給付金の受け取りの承認や係争中の領土割譲、アンティオキアにおけるギリシャ人司教の受け入れの約定などを強いられた。条約締結から6か月後、ボエモンは失意のうちに亡くなった。条約締結後、ボエモンはアンティオキアに戻ることなく亡くなったが、条約がボエモンにのみ適応されていたため、彼の死後条約は効力を失うこととなった。これはボエモンによる皇帝に対する最後の仕返しとなった。結果、アンティオキアはノルマン人が支配を続けることとなり、ボエモンの跡は甥のタンクレードに継承された。
1111年、ボエモンはアプリアのカノーザに埋葬された。

## 文学におけるボエモン1世

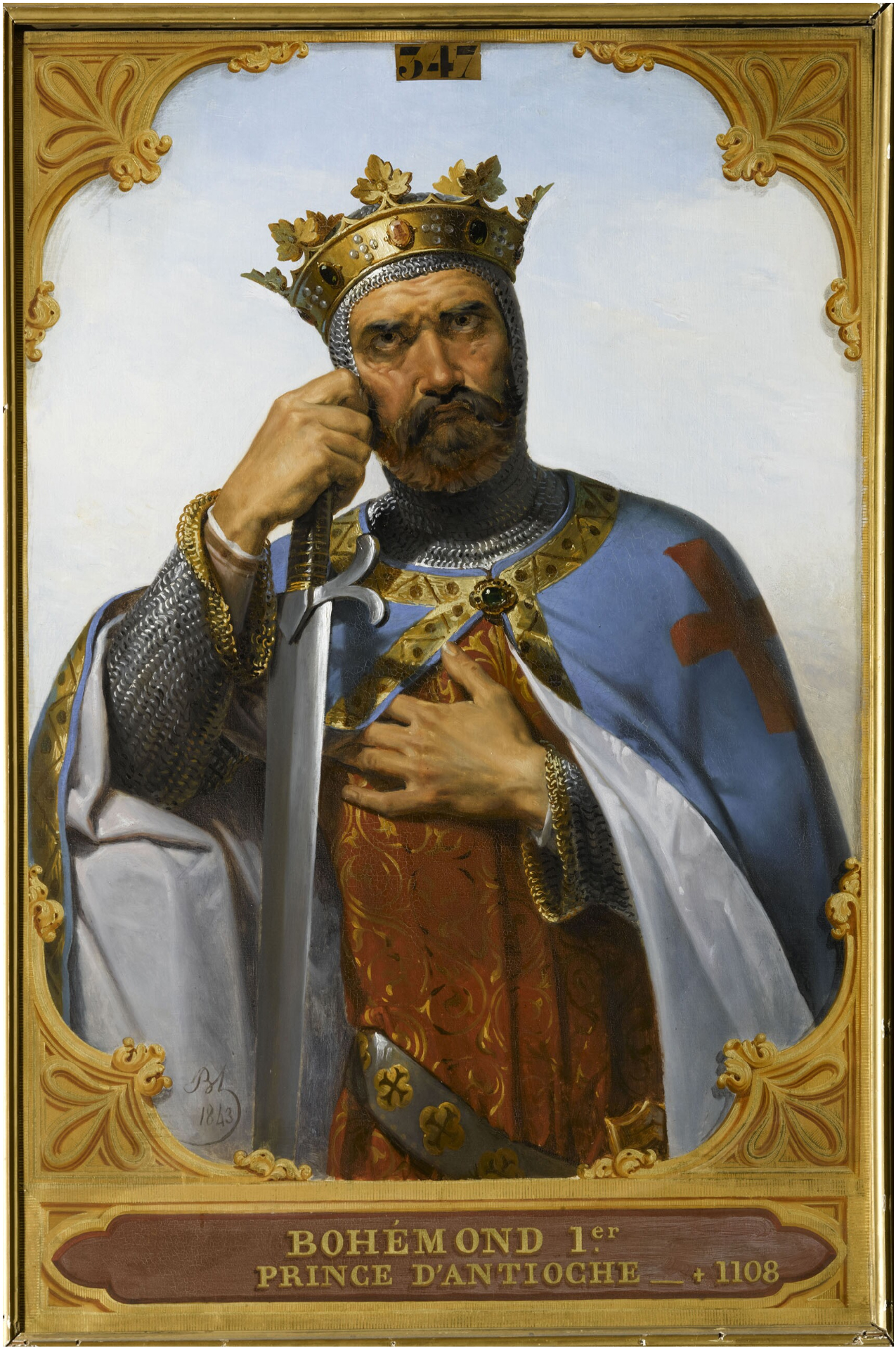
ヴェルサイユ宮殿の十字軍の間に飾られているボエモンの肖像画

第1回十字軍の詳細が記されているラテン語文献『フランク人の事績』はボエモン1世の従者の1人が編纂した。また、東ローマ皇女アンナ・コムネナが編纂したことで知られる歴史書アレクシアスはボエモンの生涯を記した最も重要な歴史的文献である。1924年には歴史家R.B.Yewdaleがボエモンに関する伝記を執筆している。またラウル・ド・カーンが編集した歴史書『タンクレードの事績』には、ボエモンの右腕として活躍したタンクレードの活躍についての賛辞が記されている。彼の人生については歴史家B. von Küglerの著作『ボエモンとタンクレード(1862年)』で議論されている。対して歴史家L. von Heinemannの著作『シチリアと南イタリアにおけるノルマン人の歴史(1894年)』、 en:Reinhold Röhrichtの著作『第1回十字軍の歴史(1901年)』・『エルサレム王国の歴史(1898年)』においても、彼の歴史について議論がなされている。唯一残されている英語におけるタンクレードの伝記として、Robert Lawrence Nicholsonの著作『Tancred: a study of his career and work in their relation to the First Crusade and the establishment of the Latin states in Syria and Palestine』があげられる。タンクレードの十字軍参加前の生涯についてはGeoffrey Malaterraの著作『ルッジェーロ伯の事績』に記されている。
1964年にはアルゼンチン出身のイギリス人歴史家アルフレッド・ダガンはエルサレムを征服するまでのボエモンの生涯と出来事を元とした小説『ボエモン伯』を編している。en:F. Van Wyck Masonの小説『銀の豹』にもボエモンが登場する。またen:Robert E. Howardの短編小説集『アズラエルの道』には『ボエモンの旅路』という短編小説が組み込まれている。en:Russell Hobanのファンタジー小説『ピルジャーマン』(1983年)にも登場する。
Laverne Gayのフィクション歴史小説『悪魔のワイン』(1949年)では脚色されたボエモンの生涯が描かれている。

## 文献
- Asbridge, Thomas (2000). The Creation of the Principality of Antioch, 1098–1130. Boydell Press. ISBN 978-0-85115-661-3
- Barber, Malcolm (2012). The Crusader States. Yale University Press. ISBN 978-0-300-11312-9
- Bartlett, Samuel Andrew (2008). God, Gold, or Glory: Norman Piety and the First Crusade (Master thesis). University of North Florida.
- Brown, Gordon S. (2003). The Norman Conquest of Southern Italy and Sicily. McFarland&Company, Inc.. ISBN 978-0-7864-1472-7
- Conti, Emanuele (1967). “L'abbazia della Matina (note storiche)”. Archivio Storico per la Calabria e la Lucania 35:  11–30.
- Fink, Harold S. (1969). “The Growth of the Latin States, 1118–1144”. In Setton, Kenneth M.; Baldwin, Marshall W.. A History of the Crusades, Volume I: The First Hundred Years. The University of Wisconsin Press. pp. 368–409. ISBN 0-299-04844-6
- Hailstone, Paula Z. (2019). Recalcitrant Crusaders?: The Relationship Between Southern Italy and Sicily, Crusading and the Crusader States, c. 1060–1198. Routledge. ISBN 978-1000764628
- Lilie, Ralph-Johannes (1993). Byzantium and the Crusader States, 1096–1204. Oxford: Oxford University Press. ISBN 978-0-19-820407-7
- Luscombe, David; Riley-Smith, Jonathan (2004). The New Cambridge Medieval History: Volume 4, c. 1024–c. 1198, Part II. Cambridge University Press
- MacEvitt, Christopher (2010). The Crusades and the Christian World of the East: Rough Tolerance. University of Pennsylvania Press. ISBN 978-0-8122-4050-4
- Morton, Nicholas (2020). The Crusader States and their Neighbours: A Military History, 1099–1187. Oxford University Press. ISBN 978-0192557988
- Newman, Sharan (2014). Defending the City of God: A Medieval Queen, the First Crusades and the Quest for Peace in Jerusalem. St Martin's Publishing Group. ISBN 978-1137437839
- Nicol, Donald M. (1992). Byzantium and Venice: A Study in Diplomatic and Cultural Relations. Cambridge University Press. ISBN 0-521-42894-7
- Norwich, John Julius (1992). The Normans in Sicily. Penguin Books. ISBN 978-0-14-015212-8
- Rubenstein, Jay (2011). Armies of Heaven: The First Crusade and the Quest for Apocalypse. New York: Basic Books
- Runciman, Steven (1989a). A History of the Crusades, Volume I: The First Crusade and the Foundation of the Kingdom of Jerusalem. Cambridge University Press. ISBN 0-521-06161-X
- Runciman, Steven (1989b). A History of the Crusades, Volume II: The Kingdom of Jerusalem and the Frankish East, 1100–1187. Cambridge University Press. ISBN 0-521-06162-8
- Theotokis, Georgios (2014). The Norman Campaigns in the Balkans: 1081–1108 AD. Suffolk, UK: Boydell & Brewer
- Theotokis, Georgios (2020). Bohemond of Taranto: Crusader and Conqueror. Pen & Sword Military
- Tyerman, Christopher (2006). God's War: A New History of the Crusades. The Belknap Press of Harvard University Press. ISBN 978-0-674-02387-1
- Yewdale, Ralph Bailey (1917). Bohemond I, Prince of Antioch (PhD thesis). Princeton University.